# ヴィヴィアン・カードン
ヴィヴィアン・カードン（Vivien Cardone、1993年4月14日 - ）は、アメリカ合衆国の女優。ニューヨーク州ポートジェファーソン出身。

## 出演作品
- エバーウッド 遥かなるコロラド（デリア・ブラウン）
- LAW&ORDER クリミナル・インテント
- ビューティフル・マインド（マーシー）